# دزیرولا
دزیرولا (به لاتین: Dzirula) یک رود در گرجستان است. این رود ۸۳ کیلومتر (۵۲ مایل) درازا دارد و دارای حوضه زهکشی ۱۲۷۰ کیلومتر مربع (۴۹۰ مایل مربع) است. این رود شاخه سمت راست رود قویریلا است که در شرق شهر زستاپونی به آن می‌پیوندد.